# Liste der Bodendenkmale in Schenkenberg (Uckermark)
In der Liste der Bodendenkmale in Schenkenberg (Uckermark) sind alle Bodendenkmale der brandenburgischen Gemeinde Schenkenberg und ihrer Ortsteile aufgelistet. Grundlage ist die Veröffentlichung der Landesdenkmalliste mit dem Stand vom 31. Dezember 2020.
Die Baudenkmale sind in der Liste der Baudenkmale in Schenkenberg (Uckermark) aufgeführt.

## Bodendenkmale
| Gemarkung                                                                            | Flur                                                      | Kurzansprache | Bodendenkmalnummer | Bemerkung | Bild |
| ------------------------------------------------------------------------------------ | --------------------------------------------------------- | --- | ------------------ | --------- | ---- |
| Baumgarten, Schenkenberg (Lage)                                                      | 1, 3, 4, 2                                                | Dorfkern deutsches Mittelalter, Dorfkern Neuzeit, Siedlung slawisches Mittelalter, Einzelfund Bronzezeit                                           | 140500             |           |      |
| Baumgarten, Schenkenberg (Lage)                                                      | 4, 2                                                      | Befestigung slawisches Mittelalter, Siedlung slawisches Mittelalter, Turmhügel deutsches Mittelalter                                               | 140887             |           |      |
| Baumgarten, Bietikow, Blindow, Dreesch, Grünow, Prenzlau, Seelübbe, Wittenhof (Lage) | 3, 2, 3, 1, 1, 5, 3, 4, 5, 9, 12, 13, 14, 15, 17, 1, 1, 2 | Landwehr deutsches Mittelalter | 140903             |           |      |
| Kleptow (Lage)                                                                       | 1                                                         | Dorfkern deutsches Mittelalter, Dorfkern Neuzeit, Siedlung Bronzezeit, Siedlung Eisenzeit, Siedlung slawisches Mittelalter, Einzelfund Neolithikum | 140685             |           |      |